# Piper scabiosifolium
Piper scabiosifolium är en pepparväxtart som beskrevs av William Trelease. Piper scabiosifolium ingår i släktet Piper och familjen pepparväxter. Inga underarter finns listade i Catalogue of Life.